# Haruspex inscriptus
Haruspex inscriptus är en skalbaggsart som beskrevs av Charles Joseph Gahan 1895. Haruspex inscriptus ingår i släktet Haruspex och familjen långhorningar.
Artens utbredningsområde är:
- El Salvador.
- Honduras.
- Venezuela.

Inga underarter finns listade i Catalogue of Life.